# 张飞审瓜
《张飞审瓜》是一部中国上海美术电影制片厂制作的剪纸片，系根据戏曲作品改编。

## 剧情简介
张飞接到诸葛亮军令，命做一月的县官。县里的姚相公姚得佈调戏一位因母親生病前去探望、手抱襁褓的年轻妇人西秀容，与适逢在姚相公的瓜田里偷西瓜吃的一位地保相撞。姚相公与地保二人串通，賄賂地保由他作伪证，告至张飞处，起先，双方的各执一词让张飞十分为难，姚相公诬告妇人偷他的三個西瓜，并要求妇人随姚相公回家。后来，张飞用心生一计讓姚相公將三個西瓜拿回家去，但姚相公自己一人不管怎麼拿，就是無法一次拿動三個西瓜，巧妙的拆穿姚相公与地保的谎言，张飞惩处姚相公遊街示眾、地保則是被罰陪妇人回家，並交出姚相公給自己的銀子，讓妇人西秀容給母親看病。